# ヘディ・ラマー
ヘディ・ラマー（Hedy Lamarr、本名：Hedwig Eva Maria Kiesler、1914年11月9日 - 2000年1月19日）は、オーストリア・ウィーン出身の女優・発明家である。1930年に女優としてデビューし、1933年の『春の調べ』で全裸シーンを披露した。同年、結婚を理由に映画界から引退したが、当時の夫への不満が高まったことから、1937年に夫の元から逃げ出し、密かにパリに転居した。そこで彼女はMGMの創始者ルイス・B・メイヤーに出会い、彼の力を借りて1930年代から1950年代までの間、ハリウッドスターの1人となった。
シャルル・ボワイエ、ロバート・テイラー、スペンサー・トレイシー、クラーク・ゲーブル、ジェームズ・ステュアート、ヴィクター・マチュアなど有名な俳優との共演経験が多い。
発明家としての彼女は第二次世界大戦期に作曲家のジョージ・アンタイルと共に、連合国側の魚雷の無線誘導システムが枢軸国側からの通信妨害の影響を受けないための周波数ホッピングスペクトラム拡散の初期的な技術を開発し、その特許を取得した。アメリカ海軍は1960年代になってからようやくこの技術を導入したが、この技術の原理は現代の符号分割多元接続・Wi-Fi・GPS・Bluetoothなどの技術にも応用されている。また、彼女とアンタイルはこの発明の功績により、亡くなった後の2014年に「全米発明家殿堂」入りを果たした。

## 来歴
ユダヤ系の両親のもとにヘドウィヒ・エヴァ・マリア・キースラーとしてウィーンで生まれ、父親エーミール・キースラー（Emil Kiesler）はレンベルク出身のユダヤ人銀行家、母親ゲルトルート・キースラー（旧姓リヒトヴィッツ、Gertrud née Lichtwitz）はブダペシュトのユダヤ人上流階級家庭出身のピアニストである。彼女はユダヤ教から改宗したカトリック教徒であり、よく教会に通っていた。
女優に憧れ、プロデューサーのマックス・ラインハルトとともにベルリンに行き、演劇の訓練を受けた。その後またウィーンに戻り、スクリプターとして映画界に入り、まもなく女優となり、17歳のときに端役として映画に出演した。1933年、18歳の時にヘディ・キースラーの名前で性の解放を謳ったグスタフ・マハティ監督のチェコ映画『春の調べ』に出演し、ヒロインの若妻・エヴァ役に扮して全裸シーンでオーガズムを披露した。当時としては、この映画はかなりセンセーショナルであり、アメリカでは上映禁止になっている。
1933年8月10日、19歳となった彼女はヒルテンベルク弾薬工場（現・ヴェラースドルフ製作所）の所有者である裕福な兵器製造業者フリッツ・マンドルと結婚した。マンドルは非常に嫉妬深い男で、彼女の濡れ場への出演には大反対し、誰も彼女のヌードが見られないようにするため『春の調べ』のプリントを買い占めようとした。彼女の自伝『Ecstasy and Me』によると、マンドルは独占欲が強く、彼女を当時の住居であるシュヴァルツェナウ城に幽閉し、映画界を半ば強制的に引退させた。親の片方がユダヤ人にもかかわらず、マンドルはドイツのナチス政権とイタリアのファシスト党とは親密な社会・経済的な関係にあり、ムッソリーニ政権に軍需品を売ったことがある。また、マンドル宅の高級パーティーにムッソリーニとヒトラーが出席したこともある。その時期、彼女はよくマンドルを伴ってビジネスの場に出席し、そこで軍事技術に携わる科学者や専門家たちに会うことになった。こういった経験が彼女に応用科学分野への興味をもたらし、その後の科学的才能を培う土壌となった。
最終的に彼女はマンドルとの結婚に嫌気が差し、夫の元、そしてナチスの影響力が強くなる母国オーストリアを離れることに決心した。自伝によると、彼女は1937年にメイド姿に変装しパリへと逃げた。ただし、噂では彼女はある晩餐会の前に、マンドルに宝飾品を身につけるため部屋に戻りたいという嘘をついて逃げたという。

## ハリウッド時代

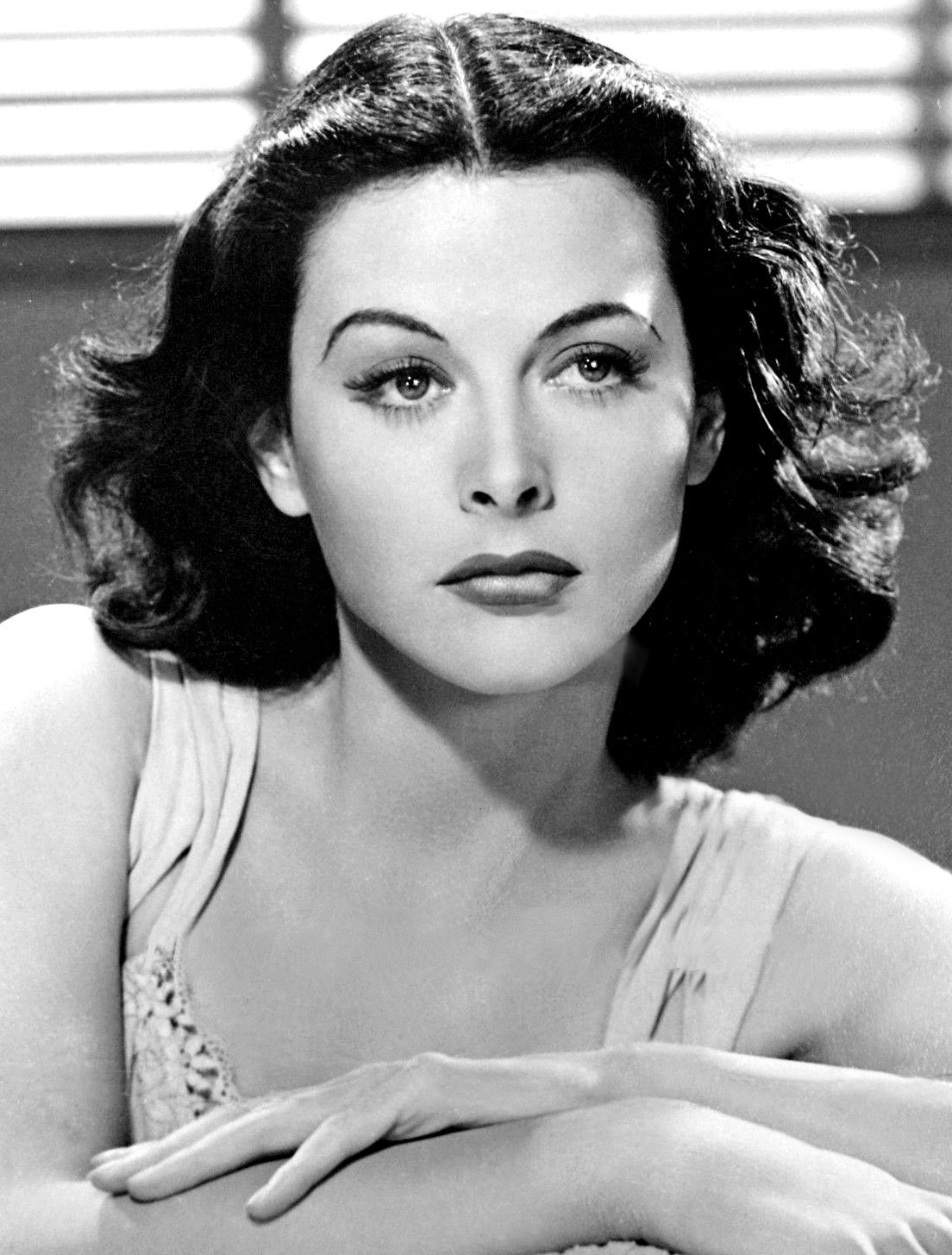
『同志X』（1940年）の静止画写真

彼女はパリで俳優をスカウト中の映画プロデューサーのルイス・B・メイヤーと出会い、メイヤーは彼女と契約を結んだが、話題作『春の調べ』のヒロインとして名を馳せた彼女に対し改名を要求した。最終的に彼女はサイレント映画時代の女優バーバラ・ラ・マーの苗字を取って「ヘディ・ラマー」と名前を変えてハリウッドに渡った。1938年、メイヤーは「世界で最も美しい女性」と銘打ち彼女を宣伝した。
ハリウッドデビュー作は1938年、シャルル・ボワイエと共演する『カスバの恋』であった。当時のアメリカ人にとって彼女の名前こそ分からないが、話題のオーストリア人女優として観客に期待を持たせることができた。メイヤーは彼女がグレタ・ガルボやマレーネ・ディートリヒのような大女優に成長することを期待したという。黒髪を中央で分けた彼女の髪型は、『風と共に去りぬ』でヴィヴィアン・リーも真似をしている。その後のハリウッド映画では、彼女は同じような異国風で魅惑的な女性を演じ続けた。1940年の『ブーム・タウン』でスペンサー・トレイシー、『ブーム・タウン』と同年の『同志X』でクラーク・ゲーブルと、1941年の『美人劇場』でジェームズ・ステュアート、ラナ・ターナー、ジュディ・ガーランドと、1942年の『Tortilla Flat』でトレイシーとジョン・ガーフィールドと、1949年の『サムソンとデリラ』でヴィクター・マチュアと共演するなど、有名な俳優との共演経験が多い。
彼女は1940年から1949年までの間、18本の映画に出演したとともに、2人の子供を出産した。1945年にMGMを去った後、セシル・B・デミル監督の『サムソンとデリラ』にヴィクター・マチュアとともに出演した。彼女がデリラに扮したこの映画は1949年の最高興行収入を記録した。しかし、1951年のボブ・ホープ出演のコメディ映画『腰抜けモロッコ騒動』でヒロインを務めた後、彼女の事業は不振期に入った。それ以降も断続的に映画に出演していたが、1958年の『ザ・フィーメイル・アニマル』をもって彼女は映画界を引退した。

## 発明
女優だけではなく発明家としての才能もあった。初期の発明として、交通信号機の改良型と水に溶かして炭酸水を作る錠剤が挙げられる。
第二次世界大戦が激化していた最中、彼女は海軍の作戦において重要な役割を果たした魚雷の無線誘導システムが、頻繁に枢軸国側の通信妨害を受け、目標を攻撃することに失敗したことを知り、作曲家で友人のジョージ・アンタイルに協力を求めて、妨害の影響を受けないような無線誘導システムを開発しようとした。彼女は最初の夫であるマンドルと結婚していた間に得た無線の知識を元に、ピアノロールの仕組みを参照しながら、彼女たちは魚雷に送る電波の周波数を頻繁に変えれば妨害されにくいと考え、周波数ホッピングシステムの設計案を作成した。彼女は1942年8月11日に、ヘディ・キースラー・マーキー（Hedy Kiesler Markey）の名義でアンタイルとともにこの技術に関する特許を取得していた。
- 取得年：1942年
- 特許番号：2,292,387
- 名称："Secret Communications System"[5][22]

しかし、この技術の実装が困難であることに加え、アメリカ海軍は軍隊の外から来た発明を受け入れがたい体制であった事から、この技術は長い間棚上げにされた。1962年のキューバ危機の時になってからようやくこの技術の改良版が軍艦に使われようになった。
この技術は現代の周波数ホッピングスペクトラム拡散技術の前身の1つであり、その原理はWi-Fi・GPS・Bluetooth・携帯電話などの技術にも応用されている。この功績を讃えられて、彼女たちは1990年代のEFF Pioneer Awardを受賞した。2014年に彼女はアンタイルとともに「全米発明家殿堂」入りを果たした。
また、大戦期に彼女はこの発明で「全米発明家協議会」（National Inventors Council）に入りたがったが、会員のチャールズ・ケタリングや他の会員に有名人の地位を利用して戦争債券を売った方がより良いではないかと勧められ、それ以降戦争債券キャンペーンに頻繁に参加したという。
ドイツ語圏の3カ国（ドイツ・オーストリア・スイス）では彼女の誕生日である11月9日が「発明家の日」として定められている。
彼女の生誕101年に当たる2015年11月9日には、彼女のアニメーション動画が制作され、Googleのロゴに採用されると共に、YouTubeにもアップロードされている。

## 引退後
彼女は1953年4月10日、38歳の時にアメリカ合衆国に帰化した。1966年、彼女はロサンゼルスで万引きによって逮捕されたが、起訴がまもなく取り下げられた。1991年に彼女はフロリダ州で合計21.48ドルの下剤と目薬を万引きしたためまた逮捕された。この時、彼女は不抗争（Nolo contendere）を申し立て出廷を回避できたが、引き換えに1年間には如何なる法律も破らない事を約束した。起訴もその後また取り下げられた。
1966年に彼女の自伝『Ecstasy and Me』が出版された。そこにはいくつかのエピソードが書かれている。例えば、最初の夫であるマンドルから逃げた時、彼女は売春宿の空き部屋に飛び入りしたが、マンドルはその売春宿を捜していたところ、買春する男が部屋に入ったので、彼女は保身のために仕方なくその男と性交渉をした。また、彼女は夫の元から逃走するために、自分とよく似た女性をメイドとして雇い、そのメイドに睡眠薬を飲ませ、昏睡状態のメイドの服を着替えてからパリへ逃げ出した。まもなく彼女は出版社を訴え、本の中にある下品なエピソードのうち多くが真実ではなく、ゴーストライターのレオ・ギルド（Leo Guild）によって創作されたものであると主張し始めた。一方、『スクリーン・ファクト』という雑誌に投稿したジーン・リンゴルド（Gene Ringgold）という人物は連邦裁判所で彼女を提訴し、自伝の中には彼が1965年に投稿した文章の一部を無断引用した部分があると主張した。
この本の出版は万引き事件とアンディ・ウォーホルの短編映画『ヘディ』の公開から1年ぐらい経った時のことである。また、彼女の映画界への復帰も頓挫してから、この自伝の序章は消沈なムードの読み取れる以下の文章から始まっている。
最近のある夜、私は1人で家で座り込んだ。百貨店での出来事による警察署での扱いや映画で（それがどれぐらい自分を満足させるかを想像してください）ザ・ザ・ガボールに換えられたことなどをいっぱい考えて、苦しんでいる。私は自分が3000万ドルぐらいのお金を稼いで、そして使い果たしたことを思い出したが、その日にはシュワブス薬局でサンドイッチを買えるお金すらなかった。
1970年代になると、彼女は更に人目につかなくなった。映画の台本やCM、舞台劇への出演依頼がまだ彼女の所に来たが、彼女は何一つ興味も示さなかった。しかしながら、1974年に彼女はメル・ブルックス監督の映画『ブレージングサドル』に彼女の芸名をもじった「ヘドリー・ラマー」という登場人物が存在することを知ると、名前の不正使用としてブルックスらをプライバシー侵害の疑いで提訴し、1000万ドルの賠償金を要求した。最終的にこのケースは法廷外で和解した。1981年、視力が低下していた彼女は大衆の目を避けて、フロリダ州のマイアミビーチに転居した。ドキュメンタリー映画『Calling Hedy Lamarr』によると、その時期から電話は彼女が外の世界とコミュニケーションをとる唯一の手段となった。
1996年、コーレルで描かれたラマーの写真は当年度のソフトウェアスイートカバー用デザインコンテストで優勝したので、1997年からCorelDRAWのソフトウェアスイートは彼女の写真で飾るようになった。彼女はこのことを知った後、自分の写真が無許可で使用されたと主張しコーレルを提訴した。逆に、コーレル側は彼女がこれらの画像の権利を持っていなかったと反論した。1998年、当事者たちが非公開に和解した。
彼女の映画産業への貢献を顕彰するために、ハリウッド・ウォーク・オブ・フェームで1つの星が与えられた。
晩年になると、彼女は自身の容姿が老けることを恐れ、それを維持するために整形手術を受けた。しかし、手術の結果があまり良くなかった。また、彼女の息子アンソニーによると、その時彼女は薬物依存症であった。

## 死去

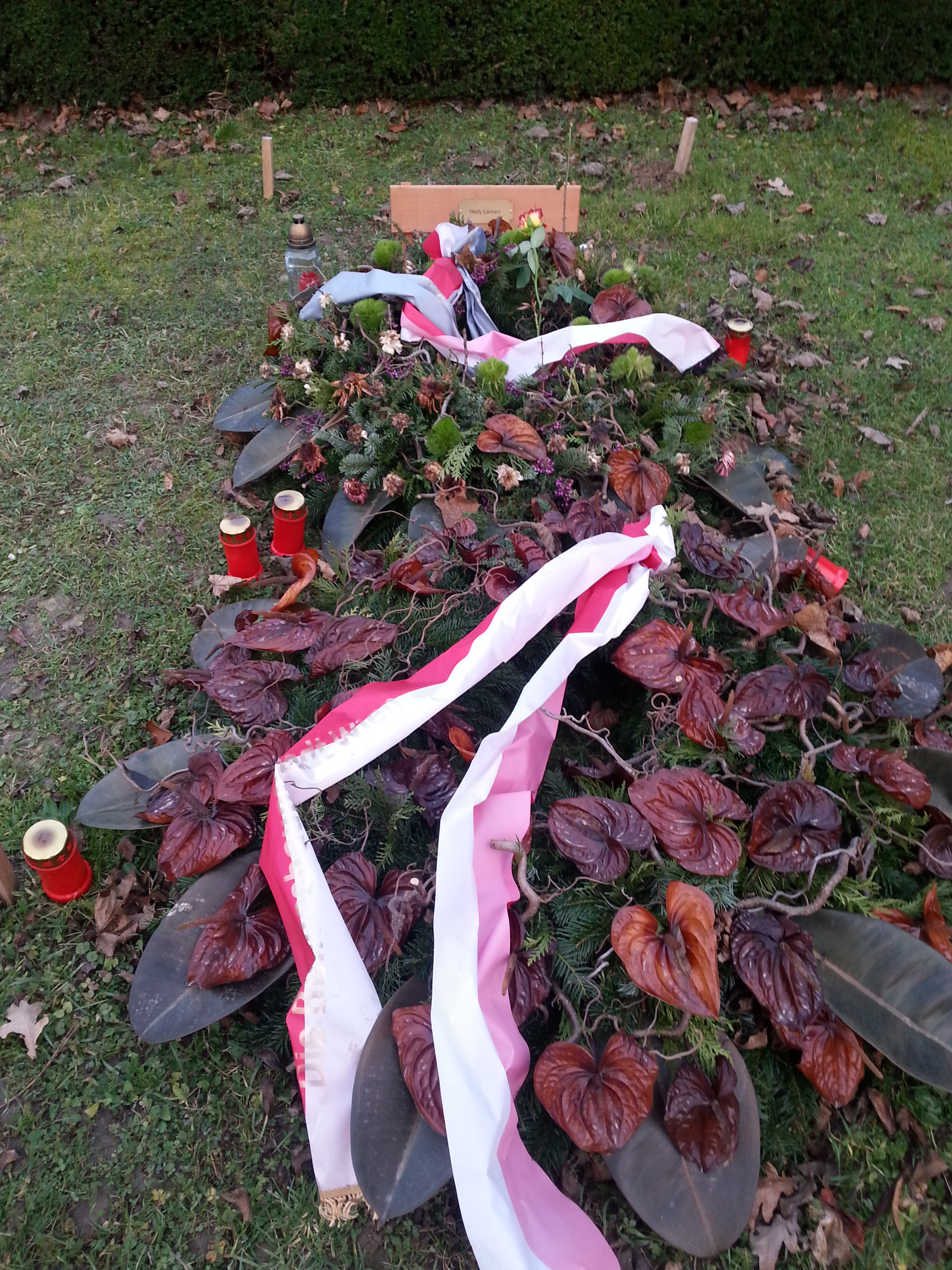
ウィーン中央墓地にある彼女の記念碑

2000年1月19日、85歳であった彼女はフロリダ州のカッセルベリーにて亡くなった。彼女の死亡届には心不全、慢性の心臓弁膜症、虚血性心疾患と3つの死因が書かれている。息子のアンソニーは彼女の最期の願望に従い、遺骨をウィーンの森に散骨した。
2014年、ウィーンの中央墓地に彼女を偲ぶ「名誉墓」が建てられた。

## 私生活
彼女は1933年から1965年の間に、6人の男と結婚・離婚を繰り返した。
- フリードリヒ・マンドル（1933年結婚、1937年離婚）：兵器製造業者。
- ユージン・ウィルフォード・マーキー（1939年結婚、1941年離婚）：脚本家、プロデューサー。
- ジョン・ローダー（1943年結婚、1947年離婚）：俳優。
- アーンスト・ハインリッヒ・シュタウファー（1951年結婚、1952年離婚）：ナイトクラブ・レストラン経営者、元バンドリーダー。
- W・ハワード・リー（1953年結婚、1960年離婚）：石油業者。離婚後、女優のジーン・ティアニーと結婚。
- ルイス・J・ボイス（1963年結婚、1965年離婚）：彼女の専属離婚弁護士。

子供は3人いる。
- ジェームズ・ラマー・マーキーことジェームズ・ラマー・ローダー（1939年1月9日生まれ）：マーキーと結婚した間に養子（実はジョン・ローダーとの間の婚外子であることが2001年に明らかになった）にされ、のちローダーに改姓。
- デニーズ・ローダー＝デルーカ（1945年1月19日生まれ）：娘。
- アンソニー・ローダー（1947年2月1日生まれ）：息子。

養子のジェームズは12歳であった時、彼女との関係を絶ち、他の家庭の養子となった。それから約50年間、ジェームズは彼女と何の言葉を交わすこともなかった。彼女は遺言においても、ジェームズに相続権がないと表明したが、ジェームズは2000年に彼女の330万ドルの遺産を相続できるように訴えた。結局5万ドルを受けとることで示談になった。

## 主な出演作品
| 公開年 | 邦題 原題                                               | 役名                                      | 備考                   |
| ------ | ------------------------------------------------------- | ----------------------------------------- | ---------------------- |
| 1931   | O・F氏のトランク Die Koffer des Herrn O.F.              | ヘレン                                    |                        |
| 1932   | 春の調べ Extase                                         | エヴァ                                    | ヘディ・キースラー名義 |
| 1938   | カスバの恋 Algiers                                      | ギャビー                                  |                        |
| 1939   | レディ・オブ・ザ・トロピクス Lady of the Tropics        | キラ・キム                                |                        |
| 1940   | ブーム・タウン Boom Town                                | カレン・ヴァンネア                        |                        |
| 1940   | コムレイドＸ ComradeX                                   | ゴルブカ/テオドール/ヤフピッツ/リザネツカ |                        |
| 1941   | 美人劇場 Ziegfeld Girl                                  | サンドラ                                  |                        |
| 1942   | クロスローヅ Crossroads                                 | ルシエンヌ                                |                        |
| 1942   | ホワイト・カーゴ White Cargo                            | トンデラヨ                                |                        |
| 1943   | ザ・ヘブンリー・ボディ The Heavenly Body                | ヴィッキー                                |                        |
| 1944   | 復讐!反ナチ地下組織/裏切り者を消せ The Conspirators     | イレーネ                                  |                        |
| 1944   | 恐ろしき結婚 Experiment Perilous                        | アリダ                                    |                        |
| 1945   | 夢のひととき Her Highness and the Bellboy               | ヴェロニカ王女                            |                        |
| 1946   | 奇妙な女 The Strange Woman                              | ジェニー・ハガー                          |                        |
| 1947   | ディスオナード・レディ Dishonored Lady                  | マデリーヌ・ダミエン                      |                        |
| 1948   | キッス・タイム Let's Live a Little                      | J・O・ローリング                          |                        |
| 1949   | サムソンとデリラ Samson and Delilah                     | デリラ                                    |                        |
| 1950   | パスポートのない女 A Lady Without Passport              | マリアンヌ                                |                        |
| 1950   | 銅の谷 Copper Canyon                                    | リサ                                      |                        |
| 1951   | 腰抜けモロッコ騒動 My Favorite Spy                      | リリー                                    |                        |
| 1957   | ザ・ストーリー・オブ・マンカインド The Story of Mankind | ジャンヌ・ダルク                          |                        |
| 1958   | ザ・フィーメイル・アニマル The Female Animal            | ヴァネッサ                                |                        |

### 書籍
- Lamarr, Hedy; Guild, Leo; Rice, Cy (1966). Ecstasy and Me: My Life as a Woman. New York: Bartholomew House. ASIN B0006DD35K
- Otto, Friedrich (May 2, 1997). City of Nets: A Portrait of Hollywood in the 1940s (reprint ed.). Berkeley and Los Angeles: University of California Press. ASIN 0520209494. ISBN 0520209494. NCID BA31727743. OCLC 35192348. ASIN B00GLS2IZ0 (Kindle)
- Barton, Ruth (June 7, 2010). Hedy Lamarr: The Most Beautiful Woman in Film. Screen Classics. Lexington: University of Kentucky Press. ASIN 0813126045. ISBN 978-0-8131-2604-3. OCLC 697175256. ASIN B004EHZC76 (Kindle)
- Shearer, Stephen Michael (September 28, 2010). Beautiful: The Life of Hedy Lamarr. New York: Thomas Dunne Books. ASIN 0312550987. ISBN 978-0-312-55098-1. OCLC 471817029. ASIN B004FEF6MY (Kindle)
- Donnelley, Paul (September 1, 2010). Fade to Black: 1500 Movie Obituaries. London and New York: Omnibus Press. ASIN 1849382468. ISBN 978-1849382465. OCLC 551429816
- Rhodes, Richard (November 29, 2011). Hedy's Folly: The Life and Breakthrough Inventions of Hedy Lamarr, the Most Beautiful Woman in the World. New York: Doubleday. ASIN 0385534388. ISBN 0-385-53438-8. OCLC 707235824. ASIN B004QZ9ZP6 (Kindle)
- Katz, Ephraim [in 英語]; Klein, Fred Merton; Nolan, Ronald Dean (6 March 1998). The Film Encyclopedia (3rd ed.). New York: Harper Perennial. ISBN 978-0062734921. OCLC 435548963. ASIN 006273492X. NCID BA35451338。 {{cite encyclopedia}}: |title=は必須です。 (説明)

### 論文
- Scholtz, Robert A. (May 1982). “The Origins of Spread-Spectrum Communications”. IEEE Transactions on Communications (New York: IEEE Communications Society) 30 (5):  822-854. doi:10.1109/tcom.1982.1095547. ISSN 0090-6778. LCCN 73-642335. OCLC 310955658.
- Price, Robert (January 1983). “Further Notes and Anecdotes on Spread-Spectrum Origins”. IEEE Transactions on Communications (New York: IEEE Communications Society) 31 (1):  85-97. doi:10.1109/tcom.1983.1095725. ISSN 0090-6778. LCCN 73-642335. OCLC 310955658.